# Tsuneyasu Miyamoto
Tsuneyasu Miyamoto (født 7. februar 1977) er en japansk fodboldspiller.

## Japans fodboldlandshold
| Japans landshold | Japans landshold | Japans landshold |
| År               | Kmp              | Mål              |
| ---------------- | ---------------- | ---------------- |
| 2000             | 2                | 0                |
| 2001             | 3                | 0                |
| 2002             | 11               | 0                |
| 2003             | 10               | 0                |
| 2004             | 19               | 2                |
| 2005             | 15               | 1                |
| 2006             | 11               | 0                |
| Total            | 71               | 3                |